# 마니우스 라베리우스 막시무스
마니우스 라베리우스 막시무스(Manius Laberius Maximus)는 로마의 원로원 의원이자 장군으로 도미티아누스와 트라야누스 시기 활동하였다. 그는 두 차례 집정관에 올랐는데 처음에는 서기 89년 9월에서 12월까지 눈디니움 기간 아울루스 비키리우스 프로쿨루스를 동료 집정관으로 둔 보좌 집정관이었고 두 번째는 103년에 트라야누스 황제를 동료 집정관으로 둔 직권 집정관이었다.
그는 라누비움을 기원으로 한 가문 출신이었고, 라누비움에서 추정상의 그의 조부 루키우스 라베리우스 막시무스가 정무관으로 있었다. 그의 아버지인 루키우스 라베리우스 막시무스 역시도 고위 기사 계급의 관료로 80년부터 84년까지 연이어 이집트 속주의 총독 (praefectus annonae)과 프라이펙투스 프라이토리오로 있었다. 그의 어머니에 대해선 알려젼 것이 없다. 루키우스의 업적은 그의 아들 마니우스가 원로원 계급으로 선출되게 하였다.

## 생애
그의 집정관 시절과 그가 처음으로 알려진 직책인 100년부터 102년까지의 모이시아 인페리오르 총독직 사이에는 상당한 공백이 있다. 총독 시절에, 막시무스는 트라야누스의 제1차 다키아 전쟁 기간에 장군으로 있었다. 교전 중에 그의 노예인 칼리드로무스가 다키아인들에게 붙잡히고 말았는데 이 자는 이후에 111년에 비티니아에서 소플리니우스와 면담을 하였다. 카시우스 디오에 의하면, 막시무스는 102년 전쟁 당시에 유명해졌고, 103년에 두 번째 집정관직을 수여받았는데, 이 점은 트라야누스 황제의 총애를 받았음을 나타낸다. 
이 황제의 총애는 트라야누스의 죽음으로 끝나고 만다. 히스토리아 아우구스타에 의하면, 117년에 하드리아누스 즉위 당시, 막시무스는 황제 자리에 대한 음모 혐의로 섬으로 귀양에 보내졌다. 이 혐의에 대해서 더 이상 알려진 것은 없으나, 이 혐의들은 하드리아누스의 친위대 사령관 푸블리우스 아킬리우스 아티아누스가 막시무스에게 사형에 처하도록 부추겼다. 이 결과는 알려진 것이 없고, 하드리아누스는 아티아누스에 질려버렸고 막시무스가 사면되었을 가능성이 존재한다.

## 가정
막시무스의 아내 정체에 대해 알려진 것은 없다. 그의 알려진 유일한 자식은 딸인 라베리아 호스틸리아 크리스피나로 그가 죽은 뒤 유산 상속인이 되었다. 크리스피나는 139년에 집정관인 가이우스 브루티우스 파라이센스 루키우스 풀비우스 루스티쿠스의 두 번째 아내가 되었다. 그녀는 아들 루키우스 풀비우스 가이우스 브루티우스 파라이센스 라베리우스 막시무스를 낳았는데 그는 두 차례나 집정관에 올랐다. 막시무스는 콤모두스 황제와 결혼한 브루티아 크리스피나의 증조부였다.